# INNOPROM
INNOPROM（イノプロム、ロシア語: Иннопром）はロシアで開催される産業見本市。

## 概要
ロシアのエカテリンブルクで開催される。

## 展示品
- 工作機械
- 精密機械
- 建設機械
- 鉄道車両